# Cephalops holomelas
Cephalops holomelas är en tvåvingeart som först beskrevs av Perkins 1910.  Cephalops holomelas ingår i släktet Cephalops och familjen ögonflugor.
Artens utbredningsområde är Hawaii. Inga underarter finns listade i Catalogue of Life.